# 斑竹
斑竹（学名:Phyllostachys bambusoides f. lacrima-deae）又称湘妃竹。是禾本科竹亚科刚竹属植物桂竹的变型，但也很可能只是桂竹的异名而已。

## 分布
产于湖南、河南、江西、浙江等地。

## 形态特征
竹竿布满褐色的云纹紫斑。

## 中国传说
传说帝舜南巡，暴病死于苍梧，舜的二位妃子娥皇、女英泪下沾竹，竟再也无法褪去，就形成了眼泪一样的斑点，所以后人又称湘妃竹。張華博物志寫道：「堯之二女，舜之二妃，曰湘夫人。舜崩，二妃啼，以涕揮竹，竹盡斑。」
湘妃竹为著名观赏竹。

## 其他
另一种意思是中國大陸的網民對於版主的通俗写法。由于他們多用汉语拼音输入方式，其中对具体字的选择不甚简便，输入“版主”后第一快捷方式是“斑竹”。于是“斑竹”就逐渐成为了“版主”的另一种叫法。